# Starý Rybník (hrad)
Starý Rybník je komplex zříceniny gotického hradu, empírového zámku a hospodářského dvora na okraji stejnojmenné vesnice u města Skalná v okrese Cheb. Původní hrad v roce 1792 vyhořel a po požáru ho jako panské sídlo v první polovině devatenáctého století nahradil zámek. Od roku 1963 je chráněn jako kulturní památka.

## Historie

### Hrad
První zmínka o hradu pochází z roku 1364, kdy byl součástí majetku chebského měšťana Jana Rabeho z Mechelsgrünu. Jeho rodina vlastnila také blízký hrad Vildštejn ve Skalné. V majetku různých chebských měšťanů se hrad nacházel až do šestnáctého století, kdy ho v letech 1550–1594 drželi Vidršpergárové. V 16. století došlo k několika renesančním úpravám. Dalšími majiteli byli do roku 1633 Trautenbergové, později Pergelové z Perglasu a Wilhemové. Po požáru v roce 1792 přestal být s výjimkou hospodářského využití severního paláce používán a zpustl. Majitelé se přestěhovali na zámek v těsném sousedství.

### Zámek
Empírový zámek nechal postavit na okraji hospodářského dvora v letech 1823–1826 rytíř Jan Jiří Wilhelm z Helmfeldu, jehož potomkům patřilo panství tvořené Starým Rybníkem, Velkým Rybníkem, osadou Mattelberk, částí Skalné a dalšími dvory v okolních vesnicích až do roku 1945.

## Stavební podoba

### Hrad
Z hradu se dochovalo hradní jádro postavené na skalnatém hřebeni mezi dvěma rybníky, které přispívaly k obranyschopnosti hradu. Z předhradí se částečně dochoval pouze objekt brány před mostem přes příkop do jádra, jehož pětiboký půdorys má rozměry 30 × 15 metrů a směrem k jihu se zužuje. Vstupní brána v 1,5 metru silné hradbě bývala zřejmě původně kulisová a v jejím sousedství stávala věžovitá stavba o rozměrech 8 × 7 metrů. Starší dvojtraktový palác se třemi patry stál v jižní části areálu a jeho jižní stěnu zesilovala dvojice polookrouhlých věžic. V západní místnosti osvětlené dvojicí oken se sedátky v ostěních býval v přízemí krb a prevét.
Přibližně v polovině patnáctého století byl hrad pozdně goticky přestavěn. K největší změně došlo v čele jádra, kde vznikl nový palác, který pohltil starší stavbu vedle brány, jejíž přízemí bylo zaklenuto valenou klenbou. Severní palác byl znovu upravován v šestnáctém století, kdy v jeho přízemí vznikla renesanční dvojlodní síň s křížovou klenbou podepřenou dvojicí osmihranných sloupů. Ve stejné době byl o patro zvýšen starý palác.

### Zámek
Jednopatrový empírový zámek s obdélníkovým půdorysem byl postaven na okraji původně dřevěného hospodářského dvora. Stojí na terénní hraně, takže severní strana vypadá jako dvoupatrová, ale v suterénu se nachází pouze valeně klenuté sklepy. Nádvorní jižní stranu zdůrazňuje trojosý středový rizalit vyvrcholený trojúhelníkovým štítem. Budovu kryje mansardová střecha s vikýři a profilovanou podstřešní římsou.

## Galerie

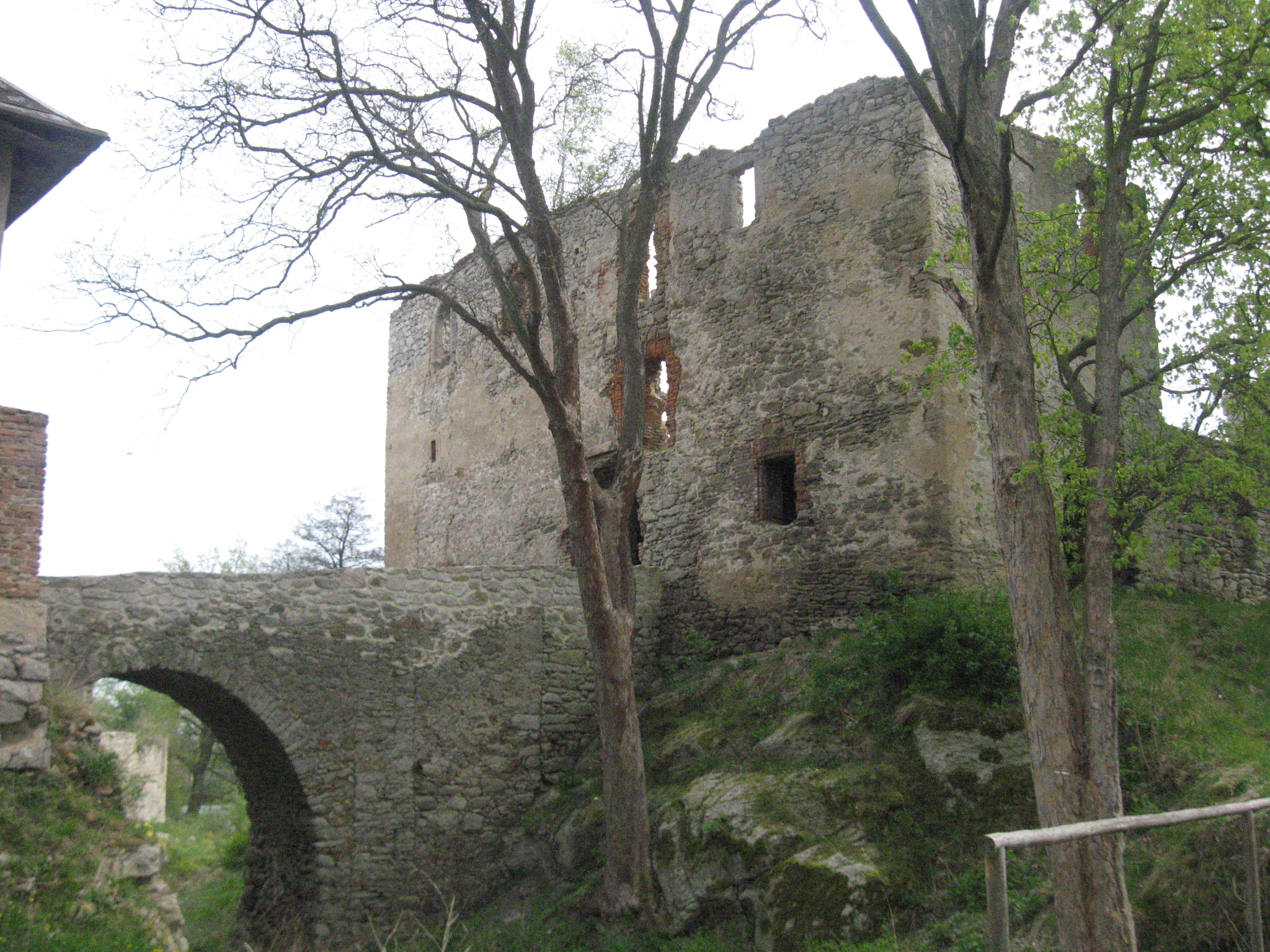
Severní průčelí hradu
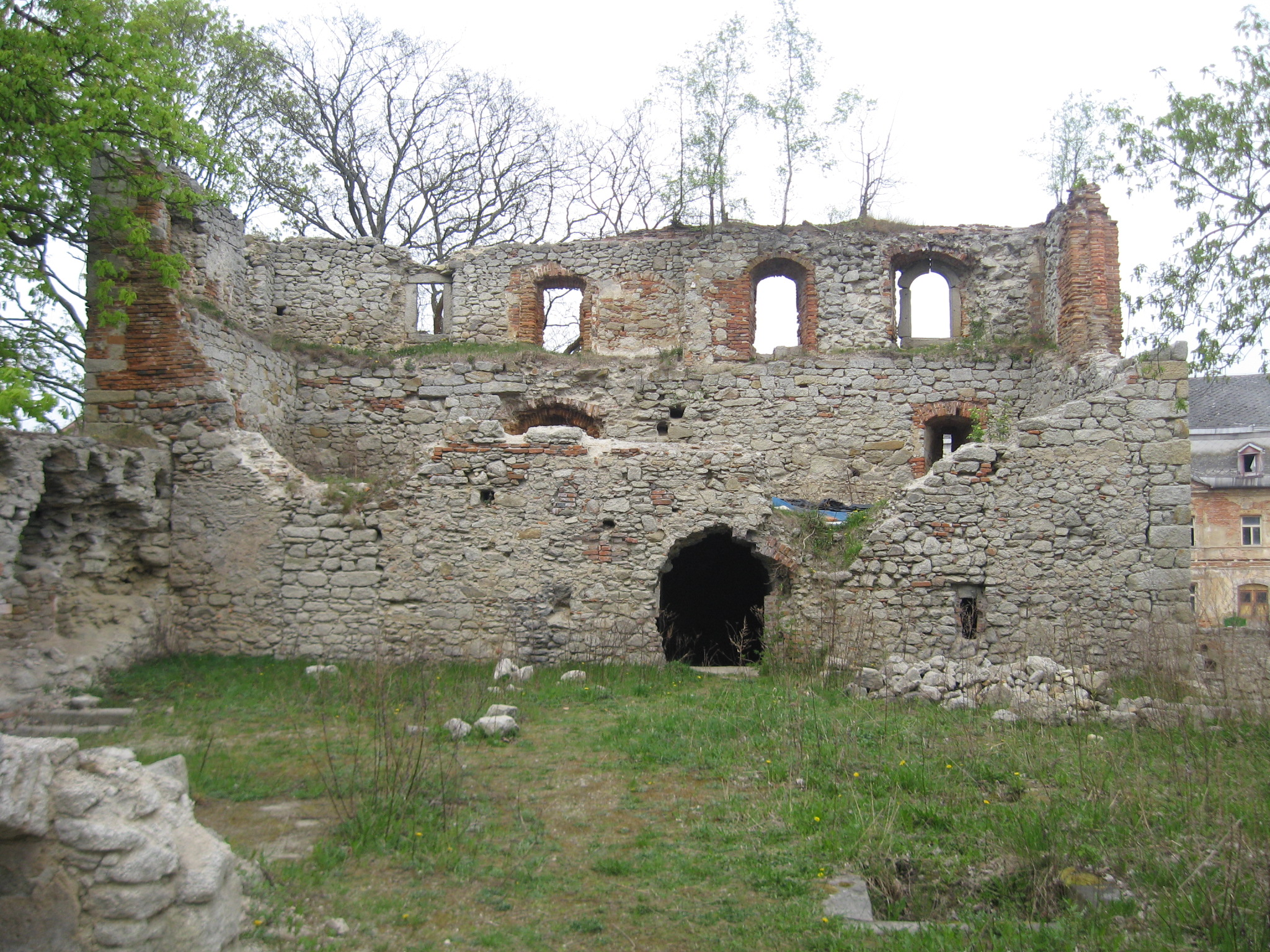
Jižní průčelí severního paláce
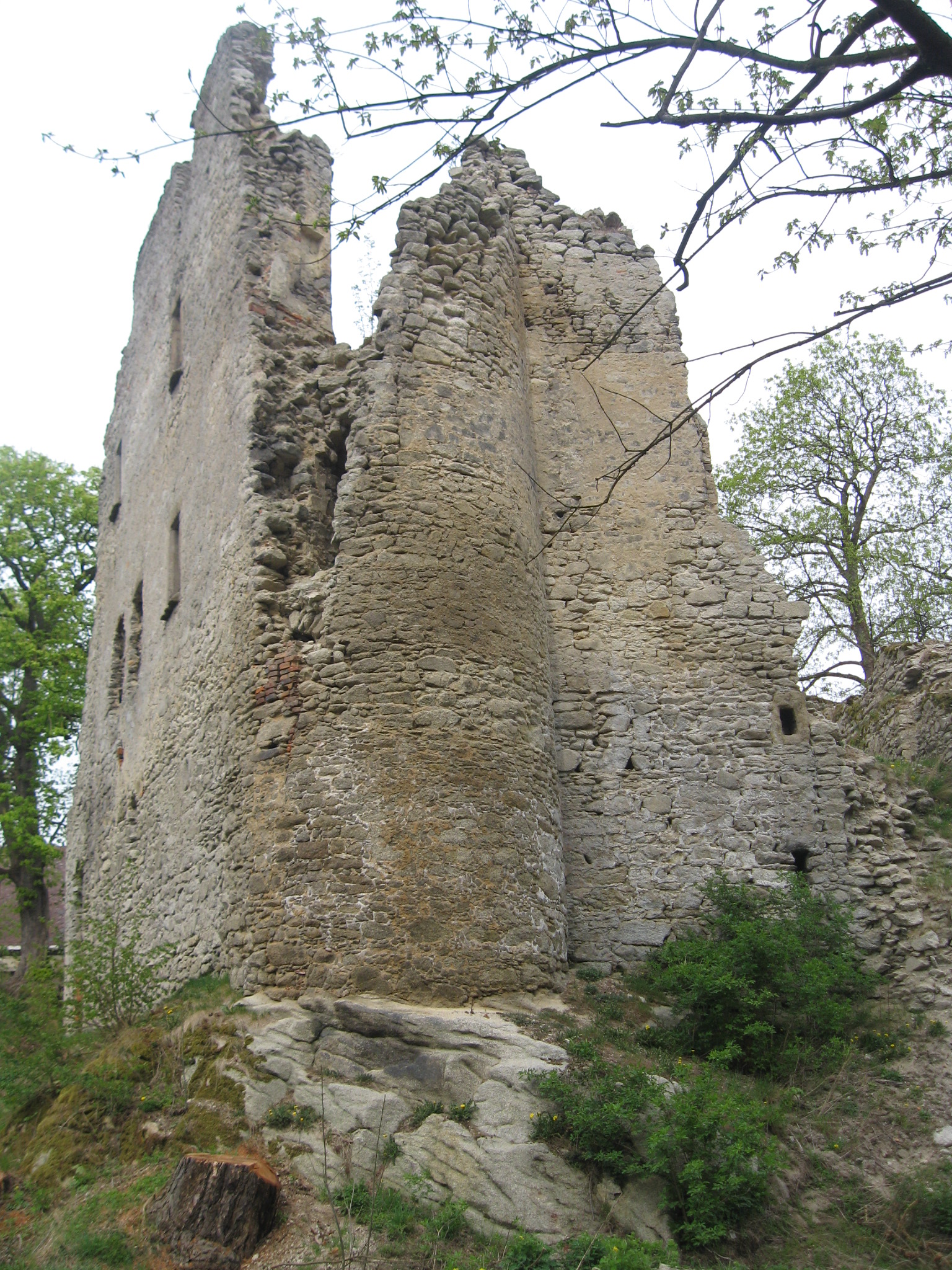
Polokruhová věžice na jižní straně
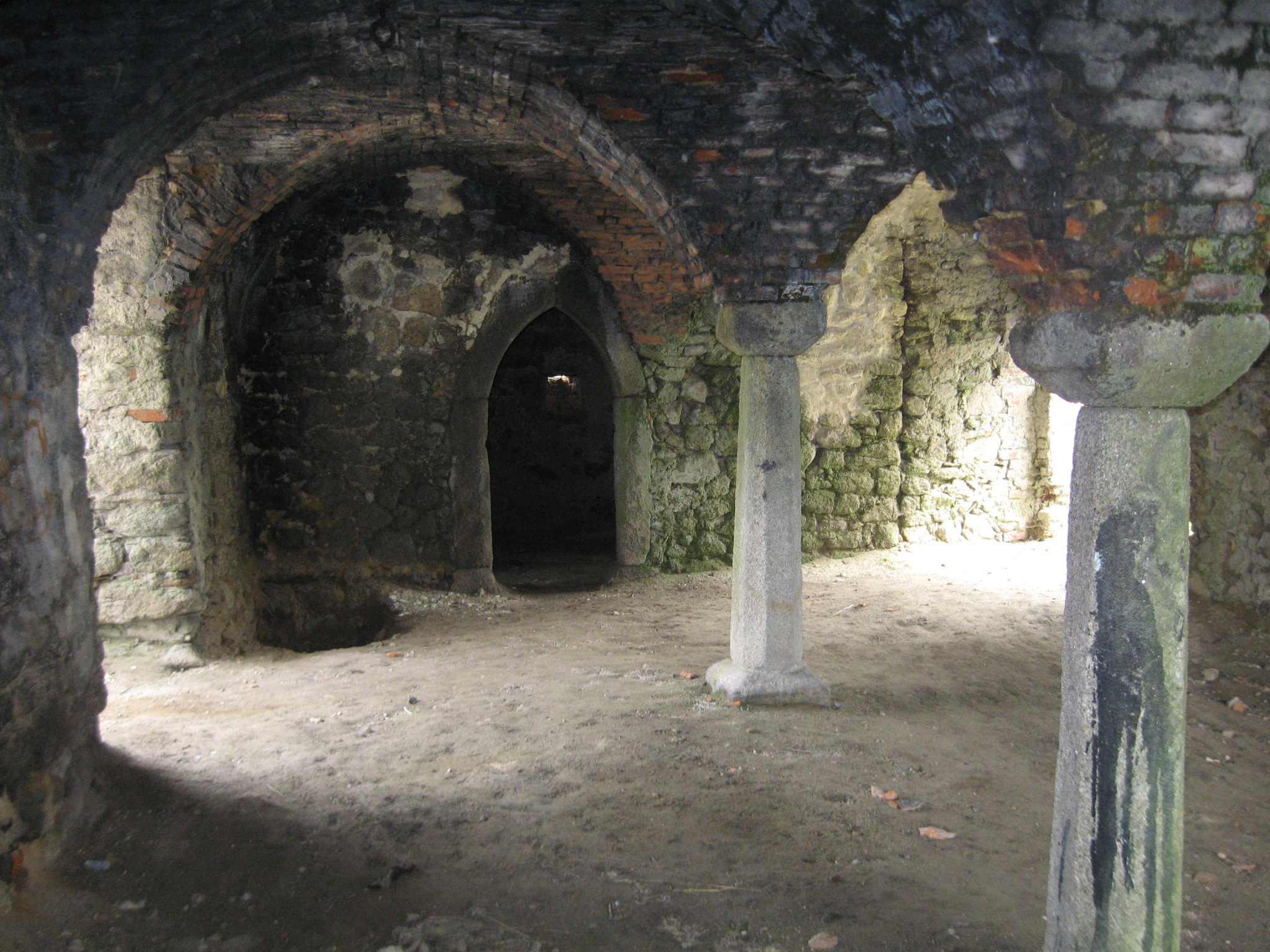
Renesanční síň severního paláce